# Parroquia Fila de Mariches
Fila de Mariches o la parroquia Fila de Mariches también escrito alternativamente Filas de Mariche es una de las 5 parroquias en las que se subdivide el municipio Sucre del estado Miranda, y a la vez una de las 32 parroquias del área metropolitana de Caracas, al centro norte del país sudamericano de Venezuela.

## Historia
Su nombre que se puede dividir en 2 términos "Fila" y "Mariches" se deriva de la palabra usada en geografía para describir un grupo o hilera de cerros (Fila) y el nombre de una antigua tribu local, los Mariche, de los Caribe cuyo jefe fuese el Cacique Tamanaco.
Durante la época colonial española la región empezó a ser usada como hacienda debido a la fertilidad de sus suelos. Los indígenas que habitaban el área, incluyendo los Mariche, fueron expulsados y se refugiaron en los cerros de alrededor.
En 1822 pasó a formar parte del cantón de Petare, y es solo en 1853 que en el área de Mariches se creó la parroquia de Monagas. Cuando en 1890 pasó a foemar parte de los territorios del distrito Sucre todavía mantenía el nombre de Monagas.
Entre 1989 y 1991 paso de estar en el distrito Sucre al municipio Sucre. Con la aprobación  de la constitución de 1999 la parroquia Fila de Mariches al igual que todo el municipio Sucre pasó a ser parte integrante del distrito Metropolitano de Caracas.

## Geografía
Se ubica en la Cordillera de la Costa y se trata de la tercera parroquia más extensa del municipio Sucre con 3600 hectáreas o 36 kilómetros cuadrados (siendo las más grandes Caucagüita con 54  km² y Petare con 40 km²). Limita por el norte con la parroquia Caucagüita, por el oeste con la parroquia La Dolorita y la parroquia Santa Rosalía de Palermo del municipio El Hatillo, por el sur también con este último municipio y al este con el municipio Plaza. Se trata de la parroquia más oriental del área metropolitana de Caracas. 
El territorio de la parroquia tiene una elevación promedio de 940 metros sobre el nivel del mar. Posee una población estimada para 2010 de 34.274 personas. En su jurisdicción se encuentra el parque Los Mariches (o parque de Recreación Los Mariches y en 1975 llamado Parque Metropolitano La Pereza) de 34 hectáreas de terreno, en el kilómetro 14 de la carretera Petare-Santa Lucía (sector Valle Fresco), establecido para proteger el área de bosques que rodea el Embalse la Pereza y su variada fauna que incluyes aves, reptiles y venados.